# WCT Finals 1989
Il WCT Finals 1989 è stato un torneo di tennis giocato sul sintetico indoor. È stata la 19ª edizione del torneo, che fa parte del Nabisco Grand Prix 1989. Il torneo si è giocato al Reunion Arena di Dallas negli Stati Uniti dal 28 febbraio al 6 marzo 1989.

## Campioni

### Singolare maschile
John McEnroe ha battuto in finale  Brad Gilbert con il punteggio di 6–3, 6–3, 7–6